# Українська громада Республіки Хорватія
Українська громада Республіки Хорватії (хорв. Ukrajinska zajednica Republike Hrvatske) — материнська культурно-освітня організація української меншини в Хорватії, офіційно заснована 20 січня 2008 р. у місті Славонський Брод, члени якої вже понад 40 років були активістами різних українських культурно-освітніх товариств, які, своєю чергою, були дуже активними дочірніми організаціями Союзу русинів і українців Хорватії та вважаються ключовими у формуванні культурно-політичної репутації останнього. 
Це перша центральна організація української національної меншини в Хорватії, яка об'єднує найбільшу кількість хорватських українців.

## Мета, заходи та здобутки
Материнська організація української громади Хорватії виникла з метою збереження культурних цінностей українців в Республіці Хорватії та встановлення активних зв'язків із батьківщиною Україною. Одним із головних завдань Української громади Хорватії є сприяння дружнім взаєминам між Хорватією і Україною та двома дружніми народами. У роботі організації до сьогодні бере активну участь від 900 до 1100 представників української національної меншини від загалом неповних 2000 українців, які живуть у Хорватії. У складі Української громади Республіки Хорватії нині діє 10 українських культурно-освітніх товариств та об'єднань з низки хорватських міст, головним чином зі Славонії, із Загреба і Рієки та Істрійської жупанії. До роботи організації активно долучаються і представники інших меншин, які симпатизують культурним звичаям українців.

Вісник української громади в Хорватії. 2016 рік

Українська громада Республіки Хорватії бере участь у численних культурних фестивалях і заходах у Хорватії та за її межами, а також налагодила успішне міжнародне співробітництво з іншими українськими організаціями по всьому світу. Члени і організатори Української громади Хорватії успішно співпрацюють із Союзом русинів і українців Хорватії з моменту його створення у 1968 році, а офіційний перехід і створення другої материнської організації відбулися з практичних міркувань.
Основні завдання Української громади Хорватії — це згуртування і організування представників української національної меншини з метою збереження, розвитку і пропагування культурної і етнічної ідентичності. Мета —протистояти асиміляції та сприяти інтеграції у хорватське суспільство в інтересах як національної меншини, так і всебічного розвитку Республіки Хорватії. У своїй успішній і безперервній діяльності організації української меншини, що складають Українську громаду Хорватії, вже давно досягли значних результатів у царині шкільництва, культури і освіти. Для учнів початкової та середньої школи громадівці підтримали і організували понад 40 літніх шкіл русинів і українців Республіки Хорватії, а також ініціювали відкриття регулярних українських класів у хорватських початкових школах.
Громада активно пропагує художню самодіяльність, веде інформаційну та видавничу діяльність, зокрема випускає інформаційний бюлетень «Вісник української громади в Хорватії». Члени громади дотепер підтримали видання 50 книжок, пов'язаних з українською культурою. Члени організації беруть участь у створенні телевізійних і радіопередач українською мовою, долучаються до відкриття етнографічної колекції русинів і українців Хорватії у Вуковарі та Галереї картин і скульптур Художньої колонії русинів і українців Хорватії у Петрівцях.
Крім інших заходів, члени Української громади Республіки Хорватії близько 35 років успішно проводили і підтримували центральну культурну подію у житті русинів і українців Хорватії під назвою «Петровачко звоно». Також виступили з ініціативою відкриття Центральної книгозбірні русинів і українців Хорватії, яка нині успішно працює у мережі міських бібліотек Загреба. За останні два роки Українська громада Республіки Хорватії влаштувала ряд культурно-освітніх заходів по всій Хорватії, українські літні школи в Україні і Хорватії та налагодила активну співпрацю з авторитетними українськими організаціями у світі і Європі, ставши членом Світового конґресу українців та Європейського конгресу українців.
Зусиллями Української громади Республіки Хорватії було відкрито пам'ятник І. Франку в Ліпіку в 2011 р. та пам'ятник Т. Шевченку в Загребі в 2015 р.

## Організації-члени Української громади Республіки Хорватії
- «Українська громада міста Загреб» (Загреб)
- Українське культурно-просвітницьке товариство «Кобзар» (Загреб)
- Українське культурно-просвітницьке товариство «Дніпро» (Рієка)
- Українське культурно-просвітницьке товариство «Калина» (Умаг)
- Культурно-просвітницьке товариство українців «Карпати» (Липовляни)
- Українське культурно-просвітницьке товариство «Україна» (Славонський Брод)
- Українське культурно-просвітницьке товариство ім. Тараса Шевченка (Каніжа)
- Українське культурно-просвітницьке товариство ім. Андрія Пелиха (Шумече)
- Українське культурно-просвітницьке товариство ім. Лесі Українки (Осієк)
- Українське культурно-просвітницьке товариство ім. Івана Франка (Вуковар)